# Amrollāh
Amrollāh (persiska: امرﷲ) är en ort i Iran.   Den ligger i provinsen Östazarbaijan, i den nordvästra delen av landet, 500 km nordväst om huvudstaden Teheran. Amrollāh ligger 2 137 meter över havet och antalet invånare är 389.
Terrängen runt Amrollāh är huvudsakligen kuperad, men österut är den platt. Terrängen runt Amrollāh sluttar österut. Runt Amrollāh är det ganska glesbefolkat, med 22 invånare per kvadratkilometer. Närmaste större samhälle är Bostānābād, 19,9 km nordost om Amrollāh. Trakten runt Amrollāh består i huvudsak av gräsmarker.